# Fujiwara no Junshi
Fujiwara no Junshi (957–1017) est une impératrice consort du Japon. Elle est l'épouse consort de l'empereur En'yū.

## Source de la traduction
- (en) Cet article est partiellement ou en totalité issu de l’article de Wikipédia en anglais intitulé « Fujiwara no Junshi » (voir la liste des auteurs).